# Амракиц
Амраки́ц (арм. Ամրակից) — село в Лорийской области на севере Армении. Рядом с городом Степанаван.

## История
Село было основано украинскими казаками в XIX веке, носило название Николаевка, после советизации Армении было переименовано в Киров.
27 июля 2001 года в селе сданы в эксплуатацию две новые гидроэлектростанции. Общая мощность построенных на средства фонда «Линси» ГЭС — «Амракиц-1» и «Амракиц-2» — 1400 кВт, производство электроэнергии в год — 7 млн кВт•ч.
По данным на 2008 год в селе проживало 572 человека

## Достопримечательности
- Русская церковь Николая Чудотворца, основанная в 1846 году.

## Фотогалерея

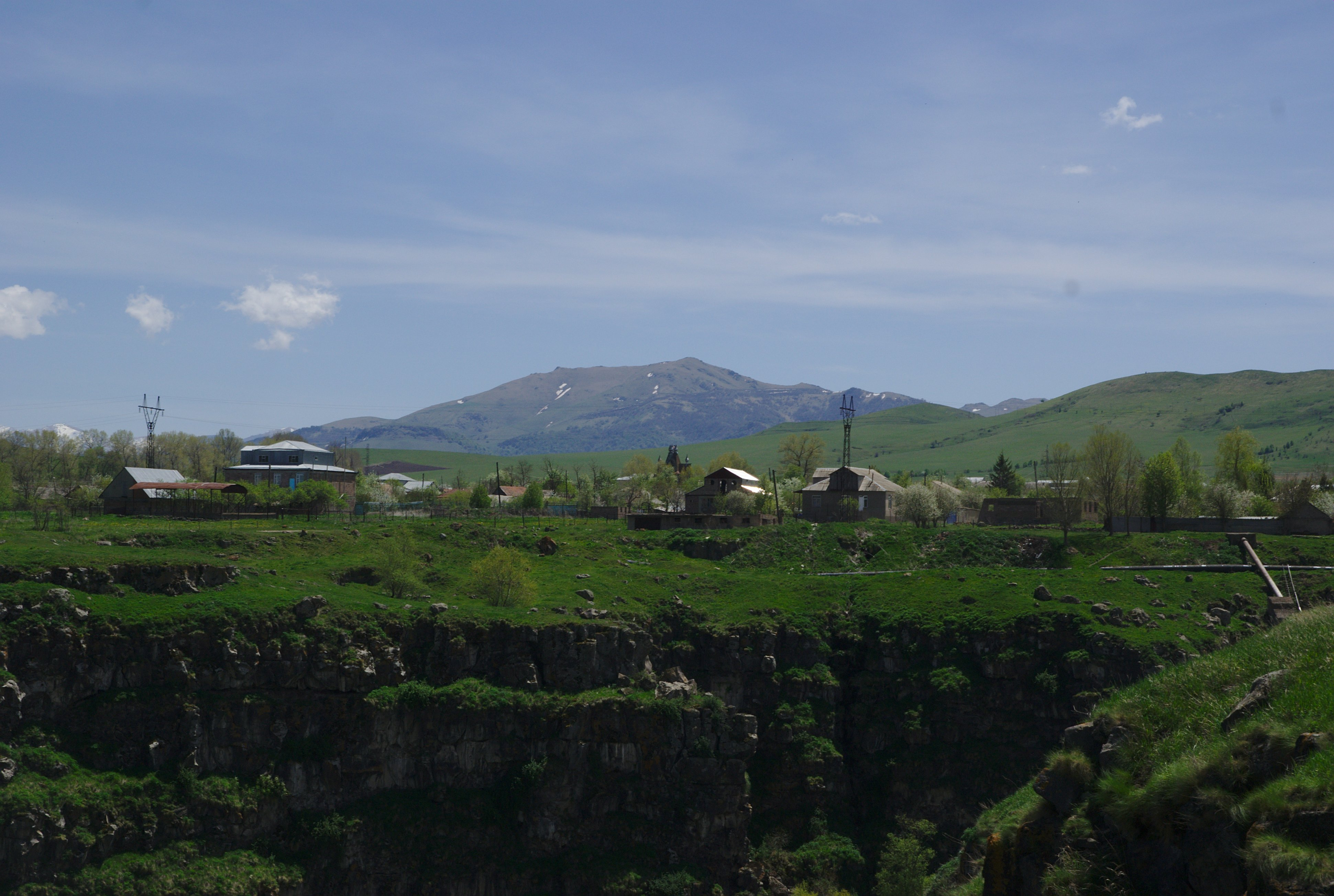
Общий вид
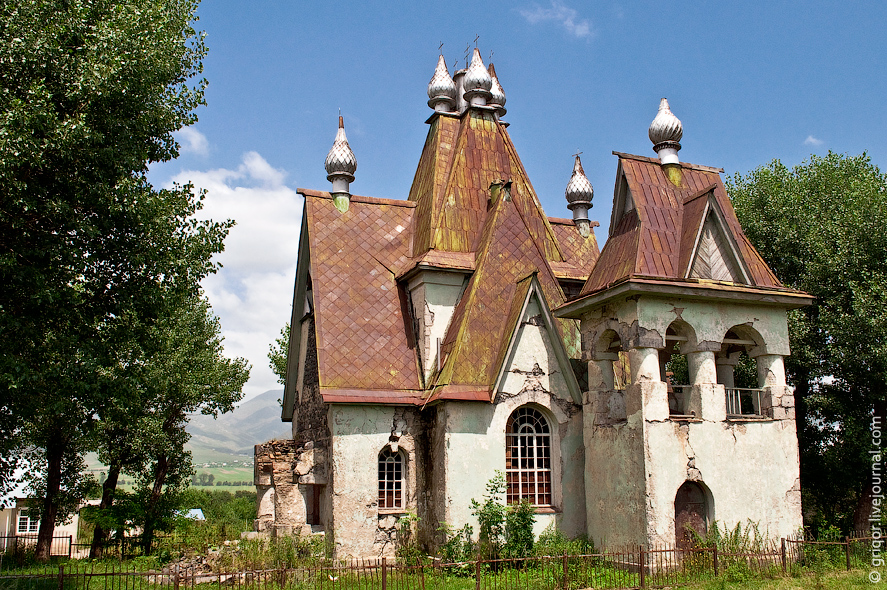
Церковь Николая Чудотворца
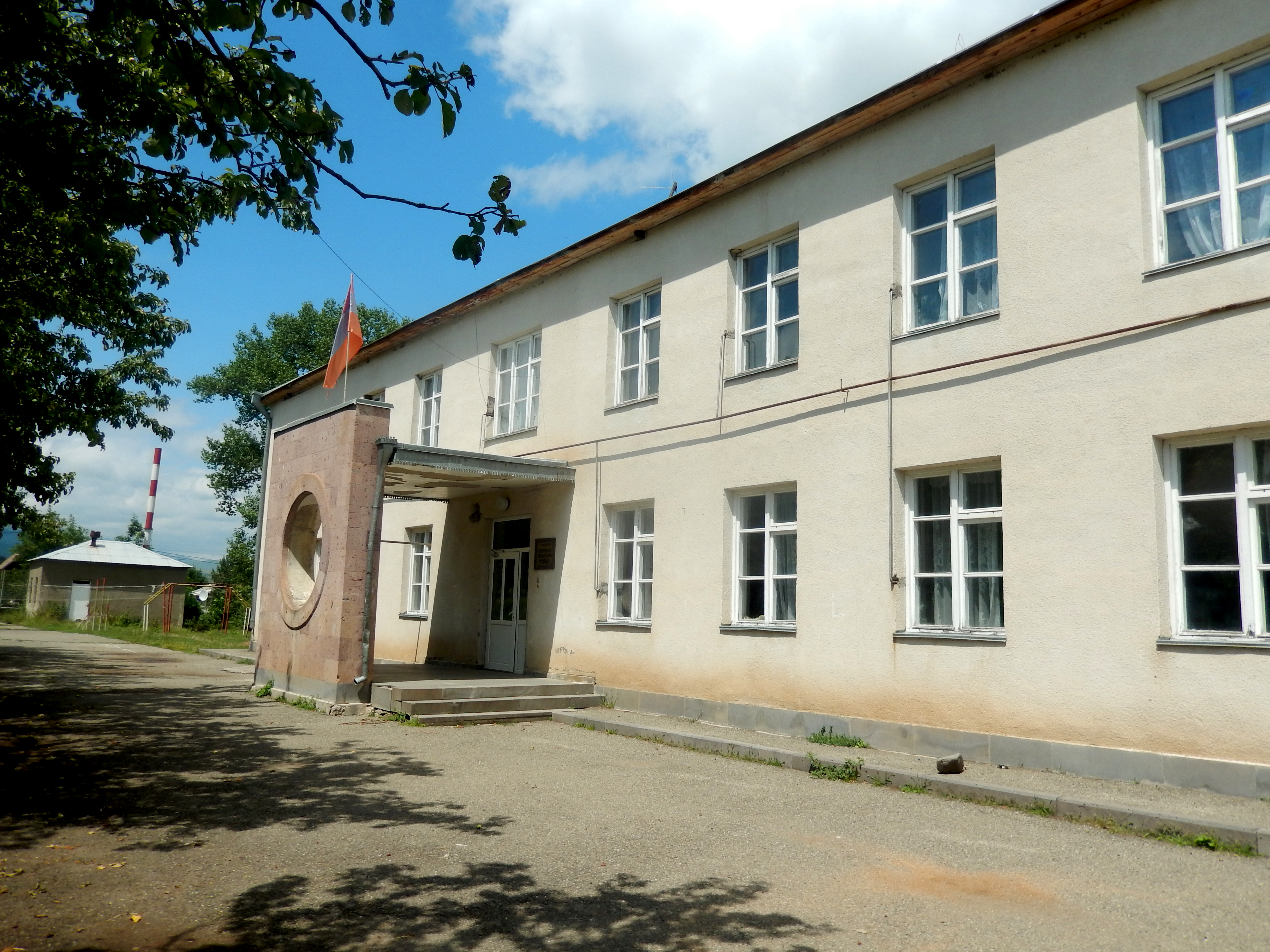
Средняя школа